# Liste der Kulturdenkmäler in Friedberg (Hessen)
Die folgende Liste enthält die in der Denkmaltopographie ausgewiesenen Kulturdenkmäler auf dem Gebiet  der  Stadt Friedberg (Hessen), Wetteraukreis, Hessen.
Hinweis: Die Reihenfolge der Denkmäler in dieser Liste orientiert sich zunächst an Stadtteilen und anschließend der Anschrift, alternativ ist sie auch nach der Bezeichnung, der vom Landesamt für Denkmalpflege vergebenen Nummer oder der Bauzeit sortierbar.
Kulturdenkmäler werden fortlaufend im Denkmalverzeichnis des Landes Hessen durch das Landesamt für Denkmalpflege Hessen auf Basis des Hessischen Denkmalschutzgesetzes (HDSchG) geführt. Die Schutzwürdigkeit eines Kulturdenkmals hängt nicht von der Eintragung in das Denkmalverzeichnis des Landes Hessen oder der Veröffentlichung in der Denkmaltopographie ab.

## Bauernheim
| Bild           | Bezeichnung                                    | Lage                                                         | Beschreibung | Bauzeit                          | Objekt-Nr. |
| -------------- | ---------------------------------------------- | ------------------------------------------------------------ | ------------ | -------------------------------- | ---------- |
| weitere Bilder | Quergeteiltes Doppelhaus                       | Beienheimer Straße 3/5 LageFlur: 1, Flurstück: 68/3 und 71/3 |              | vermutlich 16. Jahrhundert       | 5778 DDB   |
| weitere Bilder | Zweigeschossiges, giebelständiges Fachwerkhaus | Beienheimer Straße 6 LageFlur: 1, Flurstück: 153/1           |              | vermutlich 17. Jahrhundert       | 5780 DDB   |
| weitere Bilder | Ev. Kirche mit Kirchhof und Linde              | Beienheimer Straße 22 LageFlur: 1, Flurstück: 122            |              | Ältester Baubestand von ca. 1260 | 5782 DDB   |
| weitere Bilder | Gesamtanlage Bauernheim                        | Lage                                                         |              |                                  | 5776 DDB   |
| weitere Bilder | Zweigeschossiges Fachwerkhaus                  | Nebenstraße 8 LageFlur: 1, Flurstück: 126/4                  |              | vermutlich 17. Jahrhundert       | 5786 DDB   |

## Bruchenbrücken
| Bild            | Bezeichnung                                                               | Lage                                                       | Beschreibung | Bauzeit                                   | Objekt-Nr. |
| --------------- | ------------------------------------------------------------------------- | ---------------------------------------------------------- | ------------ | ----------------------------------------- | ---------- |
| weitere Bilder  | Pfarrhaus                                                                 | Am Pfarrgarten 1 LageFlur: 1, Flurstück: 132/2             |              |                                           | 5792 DDB   |
| weitere Bilder  | Ev. Pfarrkirche Erasmus Alberus, Kirchhof mit Grabmälern und Gedenkstätte | Bruchenbrückener Straße 2 LageFlur: 1, Flurstück: 131/2    |              | 1750–1751                                 | 5794 DDB   |
| Bild gesucht BW |                                                                           | Bruchenbrückener Straße 4 LageFlur: 1, Flurstück: 128/2    |              | Vermutlich 17. Jahrhundert                | 5798 DDB   |
| weitere Bilder  |                                                                           | Bruchenbrückener Straße 19 LageFlur: 1, Flurstück: 292/1   |              | Vermutlich 2. Hälfte des 18. Jahrhunderts | 5800 DDB   |
| weitere Bilder  |                                                                           | Bruchenbrückener Straße 32 LageFlur: 1, Flurstück: 85/2    |              | Spätes 18. Jahrhundert                    | 5802 DDB   |
| weitere Bilder  | Gemeindebrunnen                                                           | Bruchenbrückener Straße o. Nr. LageFlur: 1, Flurstück: 127 |              | Vermutlich um 1900                        | 5796 DDB   |
| weitere Bilder  | Gesamtanlage Bruchenbrücken                                               | Lage                                                       |              |                                           | 5790 DDB   |
| weitere Bilder  | Zweigeschossiges Fachwerkhaus                                             | Obergasse 2 LageFlur: 1, Flurstück: 256                    |              | Vermutlich 18. Jahrhundert                | 5804 DDB   |
| weitere Bilder  |                                                                           | Römerstraße 6 LageFlur: 1, Flurstück: 234                  |              | Frühes 19. Jahrhundert                    | 5806 DDB   |
| weitere Bilder  | Görbelheimer Mühle Sachgesamtheit                                         | Römerstraße 47 LageFlur: 5, Flurstück: 63/3                |              |                                           | 5808 DDB   |
| weitere Bilder  | Zweigeschossiges, giebelständiges Fachwerkhaus                            | Wettergasse 14 LageFlur: 1, Flurstück: 186                 |              |                                           | 5810 DDB   |
| weitere Bilder  | Ehem. Mühle                                                               | Zum Steg 3 LageFlur: 1, Flurstück: 135/1                   |              |                                           | 5812 DDB   |

## Dorheim
| Bild                            | Bezeichnung                                         | Lage                                           | Beschreibung | Bauzeit | Objekt-Nr. |
| ------------------------------- | --------------------------------------------------- | ---------------------------------------------- | ------------ | ------- | ---------- |
|                                 |                                                     | Apfelgasse 2 LageFlur: 1, Flurstück: 132/1     |              |         | 5818 DDB   |
| weitere Bilder                  | Ehem. Wasserburg (Schloss Dorheim)                  | Auf dem Biek 5 LageFlur: 1, Flurstück: 590/5   |              |         | 5820 DDB   |
| weitere Bilder                  | Wasserwerk Dorheim                                  | Außenliegend LageFlur: 10, Flurstück: 296      |              |         | 5844 DDB   |
| Bild gesucht BW                 | Gesamtanlage Dorheim                                | Lage                                           |              |         | 5816 DDB   |
| weitere Bilder                  | Gedenkstätte auf dem Friedhof südlich des Ortskerns | Kammerfeld LageFlur: 1, Flurstück: 297/11      |              |         | 5842 DDB   |
| weitere Bilder                  |                                                     | Kreuzgasse 1 LageFlur: 1, Flurstück: 164       |              |         | 5822 DDB   |
| weitere Bilder                  |                                                     | Kreuzgasse 6 LageFlur: 1, Flurstück: 173/1     |              |         | 5824 DDB   |
| weitere Bilder                  |                                                     | Kreuzgasse 33 LageFlur: 1, Flurstück: 231      |              |         | 5826 DDB   |
| Ehemaliges hanauisches Amtshaus | Ehemaliges hanauisches Amtshaus                     | Marktplatz o. Nr. LageFlur: 1, Flurstück: 96/9 |              |         | 5828 DDB   |
| Ehem. Lutherische Georgskirche  | Ehem. Lutherische Georgskirche                      | Schulweg 4 LageFlur: 1, Flurstück: 77/3        |              |         | 5830 DDB   |
| weitere Bilder                  | Bahnhof                                             | Wetteraustraße LageFlur: 1, Flurstück: 779/7   |              |         | 5840 DDB   |
| Ehem. Schule                    | Ehem. Schule                                        | Wetteraustraße 40 LageFlur: 1, Flurstück: 96/9 |              |         | 5832 DDB   |
| weitere Bilder                  |                                                     | Wetteraustraße 41 LageFlur: 1, Flurstück: 183  |              |         | 5834 DDB   |
|                                 |                                                     | Zur Kirche 3 LageFlur: 1, Flurstück: 177/1     |              |         | 5836 DDB   |
| weitere Bilder                  | Ev. Pfarrkirche (Johanniskirche) und Kirchhof       | Zur Kirche 7/9 LageFlur: 1, Flurstück: 175/1   |              |         | 5838 DDB   |

## Fauerbach
| Bild                   | Bezeichnung                                    | Lage                                                                 | Beschreibung | Bauzeit                                                    | Objekt-Nr. |
| ---------------------- | ---------------------------------------------- | -------------------------------------------------------------------- | --- | ---------------------------------------------------------- | ---------- |
| Bild gesucht BW        | Güterbahnhof                                   | Fritz-Reuter-Straße LageFlur: 16, Flurstück: 442/2                   | Neobarocker Putzbau östlich der Strecke mit Mansarddach, überkuppeltem axialem Treppenturm und nördlich angebauten Güterschuppen. | 1919                                                       | 952427 DDB |
| Gesamtanlage Fauerbach | Gesamtanlage Fauerbach                         | Hauptstrasse 8, 9, 15 und 21 (Schule), Kirchgasse 2, Grünanlage Lage | Charakteristisches Nebeneinander von wehrhaftem Kirchhof und Sitz eines Adelsgeschlechtes, Straßendorf in Richtung Südost, das auf das Mittelalter zurückgehen dürfte.                                                                                  |                                                            | 5766 DDB   |
| Bild gesucht BW        | Eisenbahnbrücken südlich Fauerbach             | Görbelheimer Hohl LageFlur: 16, Flurstück: 443/6                     | Vierteiliges Brückenbündel: Zwillingsbögen aus Sandstein, außen flankiert von Betontrassen auf Sandsteinwiderlagern | 1912                                                       | 952428 DDB |
| weitere Bilder         | Ev. Pfarrkirche mit Kirchhof und Gedenkstätten | Hauptstraße 9 LageFlur: 12, Flurstück: 225 und 224                   | schmaler Chor, Saalbau Ende 17. Jh. umgebaut, Herrschaftsloge von 1685, Empore und Kanzel 18. Jh.; außen und auf Kirchhof historische Grabmäler; 2 Gefallenen-Gedenkstätten: Obelisk für Dt.-Franz. Krieg, 39 Wappen und Soldatenfigut für 1. Weltkrieg | Chor Mittelalter, Schiff 1685, Gedenkstätten 1872 und 1926 | 5768 DDB   |
| Sachteil Fachwerkwand  | Sachteil Fachwerkwand                          | Hauptstraße 41 LageFlur: 12, Flurstück: 210                          | Fachwerkgefüge im 1. OG und straßenseitigen Giebel | wahrscheinlich 17. Jh.                                     | 5770 DDB   |
| weitere Bilder         | Ehem. Vogtei der Waise von Fauerbach           | Kirchgasse 2 LageFlur: 12, Flurstück: 227/2                          | Zweigeschossiges Bruchstein-Herrenhaus, Scheune und Ziehbrunnen des vierseitig umbauten Gehöfts | 1698 (Herrenhaus), 1707 (Ziehbrunnen) und 1801 (Scheune)   | 5772 DDB   |
| Bild gesucht BW        | Ehem. Wohnhaus Bopp                            | Neue Straße 3 LageFlur: 16, Flurstück: 4/2                           | Typisches Haus der Bauzeit: zweigeschossiger verputzter Ziegelbau über Natursteinsockel, mit aufgeschobenem Satteldach und pultdachartiger „Schürze“ am Giebel.                                                                                         | 1924                                                       | 761397 DDB |

## Friedberg
| Bild                                  | Bezeichnung                            | Lage | Beschreibung | Bauzeit | Objekt-Nr. |
| ------------------------------------- | -------------------------------------- | ---- | ------------ | ------- | ---------- |
| Gesamtanlage Burgareal                | Gesamtanlage Burgareal                 | Lage |              |         | 5496 DDB   |
| Gesamtanlage Alter Jüdischer Friedhof | Gesamtanlage Alter Jüdischer Friedhof  | Lage |              |         | 5502 DDB   |
| Gesamtanlage Stadtkern                | Gesamtanlage Stadtkern                 | Lage |              |         | 5498 DDB   |
| Bild gesucht BW                       | Gesamtanlage Südliche Stadterweiterung | Lage |              |         | 5500 DDB   |

### A und B
| Bild                                                                 | Bezeichnung                                                      | Lage                                                | Beschreibung | Bauzeit                          | Objekt-Nr. |
| -------------------------------------------------------------------- | ---------------------------------------------------------------- | --------------------------------------------------- | ------------ | -------------------------------- | ---------- |
| Alte Bahnhofstraße 15, von Nordosten gesehen                         | Ehem. Reichspost                                                 | Alte Bahnhofstraße 15 LageFlur: 2, Flurstück: 348/2 |              | 1889                             | 5506 DDB   |
| Alte Bahnhofstraße 23, von Südosten gesehen                          |                                                                  | Alte Bahnhofstraße 23 LageFlur: 2, Flurstück: 353/4 |              | um 1700                          | 5508 DDB   |
| Am Edelspfad 1, von Norden gesehen                                   | Haus des Handwerks                                               | Am Edelspfad 1 LageFlur: 15, Flurstück: 71/3        |              | 1912                             | 5510 DDB   |
| weitere Bilder                                                       | 'Steinern Kreuz'                                                 | Am Steinernen Kreuz LageFlur: 36, Flurstück: 471    |              | 1702                             | 5763 DDB   |
| Augustinergasse 6, von Nordwesten gesehen                            | Ehem. Lateinschule, heute Stadtarchiv/-bücherei                  | Augustinergasse 6 LageFlur: 2, Flurstück: 294/7     |              | 1697 (Kern) / 1868 (Aufstockung) | 5512 DDB   |
| Barbarastraße 7, von Nordwesten gesehen                              |                                                                  | Barbarastraße 7 LageFlur: 8, Flurstück: 130/1       |              | Anfang 1880er Jahre              | 5516 DDB   |
| Portal zum Kirchhof der ehemaligen Barbarakirche, von Westen gesehen | Einfriedung und Portal zum Kirchhof der ehemaligen Barbarakirche | Barbarastraße o. Nr. LageFlur: 8, Flurstück: 129/2  |              | wohl 14. Jahrhundert             | 5514 DDB   |

### E und F
| Bild                                  | Bezeichnung                                             | Lage                                                   | Beschreibung | Bauzeit                                                                  | Objekt-Nr. |
| ------------------------------------- | ------------------------------------------------------- | ------------------------------------------------------ | --- | ------------------------------------------------------------------------ | ---------- |
| Engelsgasse 1, von Nordosten gesehen  |                                                         | Engelsgasse 1 LageFlur: 2, Flurstück: 491              | | 17. oder 18. Jahrhundert                                                 | 5518 DDB   |
| Engelsgasse 7, von Südosten gesehen   | Haus 'Zum Hinterwedel'                                  | Engelsgasse 7 LageFlur: 2, Flurstück: 484              | | 1471                                                                     | 5520 DDB   |
| Engelsgasse 9, von Südosten gesehen   |                                                         | Engelsgasse 9 LageFlur: 2, Flurstück: 483/1            | | spätes 18. Jahrhundert                                                   | 5522 DDB   |
| Engelsgasse 11, von Nordosten gesehen |                                                         | Engelsgasse 11 LageFlur: 2, Flurstück: 480             | | wohl um 1500 (Kern, 1. OG) / wohl 17. oder 18. Jahrhundert (2. OG, Dach) | 5524 DDB   |
| weitere Bilder                        | Stadtkirche Unserer Lieben Frau, ev. Pfarrkirche        | Engelsgasse 44 LageFlur: 2, Flurstück: 381/1 und 380/3 | | 1260–1420 (Kern) / 1896–1901 (Neubau Chor, Querschiff, Südturmabschluss) | 5526 DDB   |
| Friedhof                              | Friedhof                                                | Fauerbacher Straße 22/24 LageFlur: 9, Flurstück: 193   | | 1840/41 (Anlage) / 1913 (Trauerhalle)                                    | 5528 DDB   |
| weitere Bilder                        | Wartturm (Wasserturm und Gedenkstätte auf dem Wartberg) | Frankfurter Straße 23 LageFlur: 29, Flurstück: 10/1    | | 1923–28                                                                  | 5530 DDB   |
| Bild gesucht BW                       | Eisenbahnbrücken                                        | Fritz-Reuter-Straße LageFlur: 18, Flurstück: 142/4     | Fünfteiliges Brückenbündel für drei Bahnstrecken, Spannbetonbauten mit niedrig scheinenden Segmentbögen (Spannweite 15 m, Scheitelhöhe 5 m) zwischen Quader imitierenden Fronten mit Pilastern und kassettierten Brüstungen, davor und dazwischen Treppenaufgänge zum Gleisdamm mit den Restbauten des Bahnbetriebswerks. | 1911/12                                                                  |            |

### G
| Bild                                                                         | Bezeichnung                 | Lage                                                        | Beschreibung | Bauzeit         | Objekt-Nr. |
| ---------------------------------------------------------------------------- | --------------------------- | ----------------------------------------------------------- | ------------ | --------------- | ---------- |
|                                                                              |                             | Gebrüder-Lang-Straße 2 LageFlur: 8, Flurstück: 127/1, 135/1 |              | 1902            | 5532 DDB   |
|                                                                              |                             | Gebrüder-Lang-Straße 4 LageFlur: 8, Flurstück: 127/1, 135/1 |              | 1906/07         | 5532 DDB   |
| Goetheplatz 4, von Südwesten gesehen · Goetheplatz 4, von Nordwesten gesehen | Neubau der Augustinerschule | Goetheplatz 4 LageFlur: 1, Flurstück: 79/1                  |              | 1899–1901       | 5534 DDB   |
| Große Klostergasse 6, von Südwesten gesehen                                  | Stadtbauamt                 | Große Klostergasse 6 LageFlur: 2, Flurstück: 321            |              | 18. Jahrhundert | 5536 DDB   |

### H
| Bild                                      | Bezeichnung                               | Lage                                            | Beschreibung                         | Bauzeit                                        | Objekt-Nr. |
| ----------------------------------------- | ----------------------------------------- | ----------------------------------------------- | ------------------------------------ | ---------------------------------------------- | ---------- |
| Wetterau-Museum, von Südosten gesehen     | Wetterau-Museum                           | Haagstraße 16 LageFlur: 1, Flurstück: 264       |                                      | wohl 19. Jahrhundert (Kern) / 1912/13 (Ausbau) | 5538 DDB   |
| Hallenschwimmbad, von Norden gesehen      | Altes Hallenbad                           | Haagstraße 29 LageFlur: 1, Flurstück: 180/3     |                                      | 1909                                           | 5540 DDB   |
| Roter Turm, von Nordwesten gesehen        | 'Roter Turm'                              | Haagstraße 33 LageFlur: 1, Flurstück: 177       | Teil der ehemaligen Stadtbefestigung | 14. Jahrhundert                                | 404788 DDB |
| weitere Bilder                            | Katholische Pfarrkirche Mariä Himmelfahrt | Haagstraße 35 LageFlur: 1, Flurstück: 179       |                                      | 1881/82                                        | 5543 DDB   |
| Hanauer Straße 42, von Nordwesten gesehen | 'Fürstenbahnhof'                          | Hanauer Straße 42 LageFlur: 18, Flurstück: 20/1 |                                      | 1897/98                                        | 5545 DDB   |
| Bahnhof                                   | Bahnhof                                   | Hanauer Straße 44 LageFlur: 18, Flurstück: 21/2 |                                      | 1912/13                                        | 5547 DDB   |
| Ehem. Faßhalle der Brauerei Windecker     | Ehem. Faßhalle der Brauerei Windecker     | Hospitalgasse 19 LageFlur: 2, Flurstück: 619/1  |                                      | 1870er Jahre                                   | 5549 DDB   |
|                                           |                                           | Hospitalgasse 34 LageFlur: 2, Flurstück: 618/2  |                                      | um 1860                                        | 5551 DDB   |
|                                           |                                           | Hospitalgasse 38 LageFlur: 2, Flurstück: 615/1  |                                      | 18. Jahrhundert                                | 5553 DDB   |

### I
| Bild | Bezeichnung                                                                                     | Lage                                                   | Beschreibung | Bauzeit | Objekt-Nr. |
| --- | ----------------------------------------------------------------------------------------------- | ------------------------------------------------------ | ------------ | --- | ---------- |
| In der Burg (Gesamtanlage) | In der Burg (Gesamtanlage)                                                                      | In der Burg Lage                                       |              | Mitte 12. Jahrhundert | 5555 DDB   |
| weitere Bilder | Südliches Burgtor mit Torbrücke und ehem. Wachthaus, doppelte Ringmauer der Burg und Burggärten | In der Burg 2 LageFlur: 3, Flurstück: 126/1            |              | um 1500 (Burgtor) / 1771/72 (Wachthaus) / 1792 (Torbrücke) | 5557 DDB   |
| Ehemaliges Renthaus, von Südwesten gesehen | Ehem. Renthaus und 'Teehäuschen' mit Burgwappen, jetzt (außer Teehaus) Teil des Burggymnasiums  | In der Burg 3 LageFlur: 3, Flurstück: 134/1            |              | 1696 (Kern) / 18. Jahrhundert (Umbau) | 5559 DDB   |
| Ehemaliges Kanzleigebäude, von Nordwesten gesehen · Ehemaliges Lehrerseminar, von Norden gesehen · Ehemaliges Schlafhaus, von Nordosten gesehen | Ehem. Burgkanzlei von 1512, jetzt Teil des Burggymnasiums                                       | In der Burg 4-8 LageFlur: 3, Flurstück: 121/1          |              | 1512 (Kern Burgkanzlei) / 1704–1707 (Umbau Burgkanzlei) / um 1817 (Lehrerseminar) / 1844–1846 (Schlafhaus)                                                                                     | 5561 DDB   |
| Ehemaliges Burgmannenanwesen, von Südwesten gesehen                                                                                             | Ehem. Burgmannenanwesen                                                                         | In der Burg 9 LageFlur: 3, Flurstück: 139/2            |              | 1. Hälfte 19. Jahrhundert (westlicher Teil) / 3. Viertel 19. Jahrhundert (östlicher Teil) | 5563 DDB   |
| In der Burg 10, von Südosten gesehen | Ehem. Burgmannenanwesen, jetzt Teil des Burggymnasiums                                          | In der Burg 10 LageFlur: 3, Flurstück: 121/1           |              | 16. Jahrhundert | 5565 DDB   |
| weitere Bilder | Ehem. Burggrafiat, jetzt Finanzamt                                                              | In der Burg 13 LageFlur: 3, Flurstück: 143/1           |              | 1604–10 (Burggrafiat, Kavaliersbau) / 1611 (Hauptportal) / 1752 (Aufsatz Hauptportal) / um 1765–70 (Scheune) / Ende 18. Jahrhundert (vierachsige Erweiterung Burggrafiat) / um 1780 (Marstall) | 5567 DDB   |
| weitere Bilder | Ehem. Deutschordenshaus, jetzt Finanzamt                                                        | In der Burg 13b LageFlur: 3, Flurstück: 143/1          |              | 1716–18 | 404787 DDB |
| weitere Bilder | Evangelische Burgkirche                                                                         | In der Burg 17 LageFlur: 3, Flurstück: 146             |              | 1782–1810 | 5571 DDB   |
| Ehemaliges Burgpfarrhaus, von Nordosten gesehen                                                                                                 | Ehem. Burgpfarrhaus                                                                             | In der Burg 18 LageFlur: 3, Flurstück: 115/1           |              | 1874 | 5573 DDB   |
| In der Burg 20/22, von Nordosten gesehen |                                                                                                 | In der Burg 20/22 LageFlur: 3, Flurstück: 111/1, 110   |              | um 1700 (östlicher Teil) / 1764 (mittlerer Teil) / 19. Jahrhundert (westlicher Teil) | 5575 DDB   |
| In der Burg 23, von Südosten gesehen | Ehem. 'Bünauischer Hof'                                                                         | In der Burg 23 LageFlur: 3, Flurstück: 152/3 und 152/4 |              | 1713 | 5577 DDB   |
| weitere Bilder | Ehem. Zeughaus                                                                                  | In der Burg 28 LageFlur: 3, Flurstück: 108/3           |              | 1589 (Kern) | 5579 DDB   |
| Wappen am Burgmannenhof der Freiherren von Löw zu Steinfurth                                                                                    | Ehem. Burgmannenhof der Freiherren von Löw zu Steinfurth                                        | In der Burg 32 LageFlur: 3, Flurstück: 102/1           |              | um 1700 (Kern) / 1754 (Erweiterung) | 5581 DDB   |
| weitere Bilder | Ehem. Burgmannenhaus der Riedesel von Bellersheim                                               | In der Burg 33 LageFlur: 3, Flurstück: 165/1           |              | 1553 (Kern) / vermutlich 17. Jahrhundert (Fachwerkobergeschoss) | 5583 DDB   |
| In der Burg 34, von Südosten gesehen · Wappen am ehemaligen Burgmannenhaus der Brendel von Homburg                                              | Ehem. Burgmannenhaus der Brendel von Homburg, heute Teil des Burggymnasiums                     | In der Burg 34 LageFlur: 3, Flurstück: 101/1           |              | 1. Hälfte 18. Jahrhundert | 5585 DDB   |
| weitere Bilder | Äußeres nördliches Burgtor                                                                      | In der Burg 36 LageFlur: 3, Flurstück: 97/1            |              | 15. und 16. Jahrhundert | 5587 DDB   |
| weitere Bilder | Adolfsturm mit nördlichem Haupttor (Doppeltor)                                                  | In der Burg 39/41 LageFlur: 3, Flurstück: 170 und 171  |              | bald nach 1347 (Adolfsturm) / 1893 (Rekonstruktion Aufsatz Adolfsturm) | 5589 DDB   |
| weitere Bilder | St. Georgsbrunnen                                                                               | In der Burg o. Nr. LageFlur: 3, Flurstück: 143/1       |              | 1738 | 5591 DDB   |

### J und K
| Bild                                          | Bezeichnung                              | Lage                                                       | Beschreibung                                 | Bauzeit | Objekt-Nr. |
| --------------------------------------------- | ---------------------------------------- | ---------------------------------------------------------- | -------------------------------------------- | --- | ---------- |
| Judengasse 20, von Nordwesten gesehen         | Judenbad                                 | Judengasse 20 LageFlur: 2, Flurstück: 527                  | Größte erhaltene mittelalterliche Groß-Mikwe | 1260 (Mikwe) / 1902 (Vorderhaus)                                                                                                 | 5593 DDB   |
| Kaiserstraße 1, von Nordosten gesehen         |                                          | Kaiserstraße 1 LageFlur: 2, Flurstück: 571                 |                                              | 18. Jahrhundert (westlicher Teil) / 19. Jahrhundert (östlicher Teil)                                                             | 5595 DDB   |
| Kaiserstraße 2, von Nordwesten gesehen        | Ev. Theologisches Seminar                | Kaiserstraße 2 LageFlur: 3, Flurstück: 129/1               |                                              | 1848 | 5597 DDB   |
| Kaiserstraße 11, von Osten gesehen            |                                          | Kaiserstraße 11 LageFlur: 2, Flurstück: 582/2              |                                              | 18. Jahrhundert | 5601 DDB   |
| Kaiserstraße 17, von Nordosten gesehen        |                                          | Kaiserstraße 17 LageFlur: 2, Flurstück: 588                |                                              | 1709 | 5603 DDB   |
| Kaiserstraße 19, von Südosten gesehen         |                                          | Kaiserstraße 19 LageFlur: 2, Flurstück: 594/1              |                                              | 1709 | 5605 DDB   |
| Kaiserstraße 21, von Südosten gesehen         | Altes Rathaus, heute Musikschule         | Kaiserstraße 21 LageFlur: 2, Flurstück: 595                |                                              | 1737–40 | 5607 DDB   |
| Kaiserstraße 24/26, von Südwesten gesehen     |                                          | Kaiserstraße 24/26 LageFlur: 2, Flurstück: 496 und 495/1   |                                              | 16. Jahrhundert (Kern, Nr. 24) / 17. Jahrhundert (Anbauten, Nr. 26) / 19. Jahrhundert (Erweiterung nördliche Dachhälfte, Nr. 24) | 5609 DDB   |
| Kaiserstraße 33, von Osten gesehen            | Haus 'Zur Zit (Zeit)'                    | Kaiserstraße 33 LageFlur: 2, Flurstück: 601/1              |                                              | Anfang 17. Jahrhundert | 5611 DDB   |
| Kaiserstraße 34, von Nordwesten gesehen       |                                          | Kaiserstraße 34 LageFlur: 2, Flurstück: 485                |                                              | um 1700 | 5613 DDB   |
| Kaiserstraße 35, von Nordosten gesehen        |                                          | Kaiserstraße 35 LageFlur: 2, Flurstück: 602/4              |                                              | 18. Jahrhundert | 5615 DDB   |
| Kaiserstraße 40, von Nordwesten gesehen       |                                          | Kaiserstraße 40 LageFlur: 2, Flurstück: 478                |                                              | 1. Hälfte 17. Jahrhundert | 5617 DDB   |
| Kaiserstraße 44/46, von Nordwesten gesehen    |                                          | Kaiserstraße 44/46 LageFlur: 2, Flurstück: 476 und 475     |                                              | 1. Hälfte 15. Jahrhundert | 5619 DDB   |
| Kaiserstraße 49, von Südosten gesehen         |                                          | Kaiserstraße 49 LageFlur: 2, Flurstück: 609                |                                              | 17. Jahrhundert | 5621 DDB   |
| Kaiserstraße 50, von Südwesten gesehen        |                                          | Kaiserstraße 50 LageFlur: 2, Flurstück: 427                |                                              | 1572 | 5623 DDB   |
| Kaiserstraße 52, von Südwesten gesehen        |                                          | Kaiserstraße 52 LageFlur: 2, Flurstück: 426/2              |                                              | Anfang 16. Jahrhundert | 5625 DDB   |
| Kaiserstraße 59–61, von Nordosten gesehen     | 'Haus Roseneck'                          | Kaiserstraße 59-61 LageFlur: 2, Flurstück: 629 und 628     |                                              | um 1500 | 5627 DDB   |
| Kaiserstraße 67, von Osten gesehen            | Ehem. Postamt                            | Kaiserstraße 67 LageFlur: 2, Flurstück: 632/2              |                                              | 1818 | 5629 DDB   |
| Kaiserstraße 72, von Nordwesten gesehen       |                                          | Kaiserstraße 72 LageFlur: 2, Flurstück: 407                |                                              | 1633 | 5631 DDB   |
| Kaiserstraße 73, von Südosten gesehen         | Haus 'Zum Vogelsang'                     | Kaiserstraße 73 LageFlur: 2, Flurstück: 636                |                                              | 14. Jahrhundert | 5633 DDB   |
| Kaiserstraße 75, von Südosten gesehen         |                                          | Kaiserstraße 75 LageFlur: 2, Flurstück: 637                |                                              | 14. Jahrhundert | 5635 DDB   |
| Kaiserstraße 77, von Nordosten gesehen        | Haus 'Zum Bornziegel'                    | Kaiserstraße 77 LageFlur: 2, Flurstück: 638                |                                              | wohl 1423 | 5637 DDB   |
| Kaiserstraße 79, von Südosten gesehen         |                                          | Kaiserstraße 79 LageFlur: 2, Flurstück: 639/2, 639/1       |                                              | 18. Jahrhundert | 5639 DDB   |
| Kaiserstraße 85/87, von Nordosten gesehen     |                                          | Kaiserstraße 85/87 LageFlur: 2, Flurstück: 642/1 und 643/1 |                                              | wohl 15. Jahrhundert | 5641 DDB   |
| Kaiserstraße 86, von Nordwesten gesehen       | Haus 'Schillerlinde'                     | Kaiserstraße 86 LageFlur: 2, Flurstück: 395/1              |                                              | 17. Jahrhundert | 5643 DDB   |
| Kaiserstraße 103, von Nordosten gesehen       |                                          | Kaiserstraße 103 LageFlur: 2, Flurstück: 651               |                                              | 16. Jahrhundert | 5647 DDB   |
| Kaiserstraße 114, von Nordwesten gesehen      |                                          | Kaiserstraße 114 LageFlur: 1, Flurstück: 220/2             |                                              | Ende 16. Jahrhundert | 5649 DDB   |
| Kaiserstraße 116, von Nordwesten gesehen      |                                          | Kaiserstraße 116 LageFlur: 1, Flurstück: 217/2             |                                              | 1716 | 5651 DDB   |
| Kaiserstraße 118, von Südwesten gesehen       |                                          | Kaiserstraße 118 LageFlur: 1, Flurstück: 216/4             |                                              | Ende 12. Jahrhundert | 5653 DDB   |
| Kaiserstraße 120, von Südwesten gesehen       |                                          | Kaiserstraße 120 LageFlur: 1, Flurstück: 213/1             |                                              | Anfang 14. Jahrhundert (Kern) / 1720 (Umgestaltung) / Anfang 20. Jahrhundert (Erker)                                             | 5655 DDB   |
| Kaiserstraße 137, von Nordosten gesehen       |                                          | Kaiserstraße 137 LageFlur: 1, Flurstück: 35                |                                              | 17. Jahrhundert | 5657 DDB   |
| Kaiserstraße 143, von Südosten gesehen        |                                          | Kaiserstraße 143 LageFlur: 1, Flurstück: 39/7              |                                              | um 1800 (Kern) / um 1910 (Fassadenstuck)                                                                                         | 5659 DDB   |
| Kaiserstraße 167, von Nordosten gesehen       | Wohnhaus Dr. August Trapp                | Kaiserstraße 167 LageFlur: 5, Flurstück: 81/1              |                                              | 1907 | 5661 DDB   |
| Kaiserstraße 170, von Nordwesten gesehen      |                                          | Kaiserstraße 170 LageFlur: 15, Flurstück: 11/1             |                                              | 1901 | 5663 DDB   |
| Kaiserstraße 175/177, von Nordosten gesehen   | Villa Megerle                            | Kaiserstraße 175/177 LageFlur: 5, Flurstück: 58/2          |                                              | 1897/98 | 5665 DDB   |
| Kaiserstraße 195, von Nordosten gesehen       |                                          | Kaiserstraße 195 LageFlur: 6, Flurstück: 15/2              |                                              | nach 1900 | 5667 DDB   |
| Kaiserstraße 197, von Südosten gesehen        |                                          | Kaiserstraße 197 LageFlur: 6, Flurstück: 15/3              |                                              | nach 1900 | 5669 DDB   |
| Kleine Klostergasse 16, von Südwesten gesehen | Ehemalige Faktorei des Klosters Arnsburg | Kleine Klostergasse 16 LageFlur: 2, Flurstück: 348/1       |                                              | wohl 13. Jahrhundert (Kern) / 1737 (Umbau)                                                                                       | 5671 DDB   |

### L
| Bild                                                                                | Bezeichnung | Lage                                                      | Beschreibung | Bauzeit             | Objekt-Nr. |
| ----------------------------------------------------------------------------------- | ----------- | --------------------------------------------------------- | ------------ | ------------------- | ---------- |
| Leonhardstraße 7, von Südosten gesehen                                              |             | Leonhardstraße 7 LageFlur: 15, Flurstück: 108/1           |              | 1903                | 5673 DDB   |
| Leonhardstraße 10, von Nordwesten gesehen                                           | Finanzamt   | Leonhardstraße 10 LageFlur: 5, Flurstück: 108/3           |              | 1905                | 5675 DDB   |
| Leonhardstraße 11, von Nordosten gesehen · Leonhardstraße 13, von Nordosten gesehen |             | Leonhardstraße 11/13 LageFlur: 5, Flurstück: 125/2, 125/3 |              | 1902                | 5677 DDB   |
| Ludwigstraße 24, von Südwesten gesehen                                              |             | Ludwigstraße 24 LageFlur: 1, Flurstück: 152/1             |              | 1892                | 5681 DDB   |
| Ludwigstraße 25, von Nordosten gesehen                                              |             | Ludwigstraße 25 LageFlur: 1, Flurstück: 135/1             |              | 1898                | 5679 DDB   |
| Ludwigstraße 26, von Südwesten gesehen                                              |             | Ludwigstraße 26 LageFlur: 1, Flurstück: 153/1             |              | Anfang 1890er Jahre | 5685       |
| Ludwigstraße 28, von Südwesten gesehen                                              |             | Ludwigstraße 28 LageFlur: 1, Flurstück: 154/1             |              | 1892                | 5685 DDB   |
| Ludwigstraße 30, von Südosten gesehen                                               |             | Ludwigstraße 30 LageFlur: 1, Flurstück: 154/3             |              | wohl 1890er Jahre   | 60357 DDB  |
| Ludwigstraße 31, von Nordosten gesehen                                              |             | Ludwigstraße 31 LageFlur: 1, Flurstück: 128/2             |              | 1893                | 5687 DDB   |

### M
| Bild                                                                                | Bezeichnung                   | Lage                                                          | Beschreibung | Bauzeit                  | Objekt-Nr. |
| ----------------------------------------------------------------------------------- | ----------------------------- | ------------------------------------------------------------- | ------------ | ------------------------ | ---------- |
| Mainzer-Tor-Anlage 6, von Westen gesehen                                            | Sachgesamtheit Blindenanstalt | Mainzer-Tor-Anlage 6 LageFlur: 5, Flurstück: 74/1             |              | 1912                     | 5689 DDB   |
| Mainzer-Tor-Anlage 8, von Norden gesehen                                            | Ehem. Postamt                 | Mainzer-Tor-Anlage 8 LageFlur: 5, Flurstück: 73/5             |              | 1913                     | 5691 DDB   |
| Mainzer-Tor-Anlage 11, von Osten gesehen · Mainzer-Tor-Anlage 13, von Osten gesehen |                               | Mainzer-Tor-Anlage 11/13 LageFlur: 1, Flurstück: 105/1, 105/2 |              | 1907                     | 5693 DDB   |
| Mainzer-Tor-Anlage 14, von Norden gesehen                                           |                               | Mainzer-Tor-Anlage 14 LageFlur: 15, Flurstück: 71/1           |              | 1911                     | 5695 DDB   |
| Mainzer-Tor-Anlage 47, von Südosten gesehen                                         |                               | Mainzer-Tor-Anlage 47 LageFlur: 5, Flurstück: 54/2            |              | 1906                     | 5697 DDB   |
| Mainzer-Tor-Anlage 49, von Südosten gesehen                                         |                               | Mainzer-Tor-Anlage 49 LageFlur: 5, Flurstück: 54/1            |              | 1909                     | 5699 DDB   |
| Mainzer-Tor-Anlage 51, von Südwesten gesehen                                        |                               | Mainzer-Tor-Anlage 51 LageFlur: 5, Flurstück: 32/2            |              | 1907                     | 5701 DDB   |
| Mainzer-Tor-Weg 4, von Südosten gesehen                                             |                               | Mainzer-Tor-Weg 4 LageFlur: 6, Flurstück: 8/1                 |              | vermutlich 1890er Jahre  | 5703 DDB   |
| Seemühle                                                                            | Seemühle                      | Mörler Straße 2 LageFlur: 3, Flurstück: 25                    |              | 17. oder 18. Jahrhundert | 5707 DDB   |
| Seebachbrücke                                                                       | Seebachbrücke                 | Mörler Straße o. Nr. LageFlur: 3, Flurstück: 208              |              | 17. oder 18. Jahrhundert | 5705 DDB   |
| Rosental-Viadukt                                                                    | Rosental-Viadukt              | Mühlweg o. Nr. LageFlur: 7, Flurstück: 136, 135, 94/5, 94/15  |              | 1847–50                  | 5709 DDB   |

### O bis S
| Bild                                         | Bezeichnung                                     | Lage                                                | Beschreibung | Bauzeit                        | Objekt-Nr. |
| -------------------------------------------- | ----------------------------------------------- | --------------------------------------------------- | ------------ | ------------------------------ | ---------- |
| Ockstädter Straße 3–5, von Nordosten gesehen | Reste des Bürgerhospitals                       | Ockstädter Straße 3-5 LageFlur: 1, Flurstück: 37/10 |              | 1910                           | 5711 DDB   |
| Schirngasse 3, von Nordwesten gesehen        |                                                 | Schirngasse 3 LageFlur: 2, Flurstück: 412/1         |              | wahrscheinlich 17. Jahrhundert | 5713 DDB   |
| Schulstraße 6, von Südwesten gesehen         | 'Gemeinsame Musterschule'                       | Schulstraße 6 LageFlur: 2, Flurstück: 294/20        |              | 1837–40                        | 5719 DDB   |
| Schulstraße 8, von Südosten gesehen          | Ehem. Realschule, heute Gemeinsame Musterschule | Schulstraße 8 LageFlur: 2, Flurstück: 294/20        |              | 1869                           | 5721 DDB   |
| Schützenrain 5/7, von Nordosten gesehen      | Hochbauamt und großherzogliche Oberförsterei    | Schützenrain 5/7 LageFlur: 5, Flurstück: 100/1      |              | 1902                           | 5715 DDB   |
| Schützenrain 9, von Nordosten gesehen        |                                                 | Schützenrain 9 LageFlur: 5, Flurstück: 101/1        |              | 1903                           | 5717 DDB   |
| Stadtbefestigung                             | Stadtbefestigung                                | Stadtbefestigung Lage                               |              | wohl 14. Jahrhundert           | 5504 DDB   |
| weitere Bilder                               | Kath. St. Georgskapelle                         | St. Georgskapelle LageFlur: 36, Flurstück: 91       |              | 1733/34                        | 5723 DDB   |

### U
| Bild                                | Bezeichnung                              | Lage                                      | Beschreibung | Bauzeit                                                                               | Objekt-Nr. |
| ----------------------------------- | ---------------------------------------- | ----------------------------------------- | ------------ | ------------------------------------------------------------------------------------- | ---------- |
| Usagasse 1, von Nordwesten gesehen  |                                          | Usagasse 1 LageFlur: 2, Flurstück: 493    |              | um 1700                                                                               | 5725 DDB   |
| Usagasse 3, von Nordosten gesehen   |                                          | Usagasse 3 LageFlur: 2, Flurstück: 492    |              | 17. Jahrhundert                                                                       | 5727 DDB   |
| Usagasse 5, von Nordosten gesehen   |                                          | Usagasse 5 LageFlur: 2, Flurstück: 459/3  |              | 17. Jahrhundert                                                                       | 5729 DDB   |
| Usagasse 6, von Südosten gesehen    |                                          | Usagasse 6 LageFlur: 2, Flurstück: 518    |              | Mitte 19. Jahrhundert                                                                 | 5731 DDB   |
| Usagasse 9, von Nordwesten gesehen  | Ehemaliges Gasthaus 'Zum goldenen Engel' | Usagasse 9 LageFlur: 2, Flurstück: 457    |              | wohl 16. Jahrhundert (Kern) / vermutlich 18. Jahrhundert (Dach)                       | 5733 DDB   |
| Usagasse 11, von Nordwesten gesehen |                                          | Usagasse 11 LageFlur: 2, Flurstück: 303   |              | vermutlich 17. Jahrhundert                                                            | 5735 DDB   |
| Usagasse 13, von Südwesten gesehen  |                                          | Usagasse 13 LageFlur: 2, Flurstück: 302   |              | vermutlich 17. Jahrhundert                                                            | 5737 DDB   |
| Usagasse 14, von Nordosten gesehen  |                                          | Usagasse 14 LageFlur: 2, Flurstück: 546   |              | vielleicht 1739                                                                       | 5739 DDB   |
| Usagasse 15, von Nordwesten gesehen |                                          | Usagasse 15 LageFlur: 2, Flurstück: 300/1 |              | um 1700                                                                               | 5741 DDB   |
| Usagasse 32, von Nordosten gesehen  |                                          | Usagasse 32 LageFlur: 2, Flurstück: 556   |              | vermutlich Anfang 16. Jahrhundert (Kern) / wohl zweite Hälfte 17. Jahrhundert (Umbau) | 5743 DDB   |
| Usagasse 36, von Südosten gesehen   |                                          | Usagasse 36 LageFlur: 3, Flurstück: 297   |              | 17. oder 18. Jahrhundert                                                              | 5745 DDB   |
| Usagasse 38, von Südosten gesehen   |                                          | Usagasse 38 LageFlur: 3, Flurstück: 292   |              | 3. Viertel 19. Jahrhundert                                                            | 5747 DDB   |

### V
| Bild                                          | Bezeichnung      | Lage                                                | Beschreibung | Bauzeit                                                          | Objekt-Nr. |
| --------------------------------------------- | ---------------- | --------------------------------------------------- | ------------ | ---------------------------------------------------------------- | ---------- |
| weitere Bilder                                | „Der dicke Turm“ | Vorstadt zum Garten 1 LageFlur: 3, Flurstück: 63/1  |              | um 1500                                                          | 5749 DDB   |
| Vorstadt zum Garten 6, von Nordwesten gesehen |                  | Vorstadt zum Garten 6 LageFlur: 3, Flurstück: 577   |              | 18. Jahrhundert (Kern) / 19. Jahrhundert (seitliche Erweiterung) | 5751 DDB   |
| Vorstadt zum Garten 9, von Nordwesten gesehen |                  | Vorstadt zum Garten 9 LageFlur: 3, Flurstück: 74    |              | 18. Jahrhundert                                                  | 5753 DDB   |
| Vorstadt zum Garten 22, von Südosten gesehen  |                  | Vorstadt zum Garten 22 LageFlur: 3, Flurstück: 53/3 |              | vermutlich Ende 18. Jahrhundert                                  | 5755 DDB   |
| Vorstadt zum Garten 32, von Südosten gesehen  |                  | Vorstadt zum Garten 32 LageFlur: 3, Flurstück: 44   |              | 17. oder 18. Jahrhundert                                         | 5757 DDB   |

### W
| Bild            | Bezeichnung                                   | Lage                                                | Beschreibung | Bauzeit                             | Objekt-Nr. |
| --------------- | --------------------------------------------- | --------------------------------------------------- | --- | ----------------------------------- | ---------- |
|                 |                                               | Weedgasse 3a LageFlur: 2, Flurstück: 684            | | 1905                                | 5759 DDB   |
|                 |                                               | Weedgasse 9 LageFlur: 2, Flurstück: 680/1           | | 1902                                | 5761 DDB   |
| Bild gesucht BW | ehemaliges Evangelisches Gemeindezentrum West | Wintersteinstraße 39 LageFlur: 35, Flurstück: 239/1 | Nach Architekturwettbewerb entstanden, 3. Teil (Pfarrhaus) gar nicht und 2. Teil (Gemeindezentrum) nur reduziert (1 statt 2 Stockwerke) errichtet; freistehende Betontragscheiben ahmen die Taunuslandschaft nach. | 1971–73 (Kindergarten) bzw. 1979/80 | 955142 DDB |

## Ockstadt
| Bild            | Bezeichnung                           | Lage                                                                        | Beschreibung | Bauzeit              | Objekt-Nr. |
| --------------- | ------------------------------------- | --------------------------------------------------------------------------- | ------------ | -------------------- | ---------- |
| weitere Bilder  | Ehem. Wasserburg Sachgesamtheit       | Bachgasse 28/36 LageFlur: 1, Flurstück: 411/17, 424/1, 411/16               |              |                      | 5850 DDB   |
| weitere Bilder  | Ehem. Forstamt                        | Bachgasse 30 LageFlur: 1, Flurstück: 411/16                                 |              |                      | 5852 DDB   |
| weitere Bilder  | Wegekreuz                             | Bachgasse / Am Kirschenberg LageFlur: 1, Flurstück: 1125/2                  |              |                      | 5856 DDB   |
| weitere Bilder  | Ehem. Rathaus                         | Borngasse 1 LageFlur: 1, Flurstück: 596/1                                   |              |                      | 5858 DDB   |
| weitere Bilder  | Turm-Rumpf der ehem. Cleen’schen Burg | Borngasse 42 LageFlur: 1, Flurstück: 540                                    |              |                      | 5860 DDB   |
| weitere Bilder  | Beweinung Christi                     | Friedberger Straße o. Nr. LageFlur: 1, Flurstück: 356                       |              |                      | 5862 DDB   |
| weitere Bilder  | Friedhof                              | Friedhofsweg o. Nr. LageFlur: 1, Flurstück: 1071/1, 1187/2                  |              |                      | 5864 DDB   |
| weitere Bilder  | Ehem. Zehntscheune                    | Gartenstraße 1c LageFlur: 1, Flurstück: 411/12, 411/11                      |              |                      | 5868 DDB   |
| weitere Bilder  |                                       | Gartenstraße 11 LageFlur: 1, Flurstück: 370/19                              |              |                      | 5866 DDB   |
| Bild gesucht BW | Gesamtanlage Ockstadt                 | Lage                                                                        |              |                      | 5848 DDB   |
| weitere Bilder  | Hollarkapelle                         | Hollarkapelle LageFlur: 2, Flurstück: 479                                   |              |                      | 5882 DDB   |
| weitere Bilder  | Schule von 1883                       | Kapellenstraße 4 LageFlur: 1, Flurstück: 663/1                              |              |                      | 5870 DDB   |
| weitere Bilder  | Löwenhof                              | Löwenhof LageFlur: 31, Flurstück: 114/3, 114/2                              |              | Ende 18. Jahrhundert | 5884 DDB   |
| weitere Bilder  |                                       | Nauheimer Straße 3 LageFlur: 1, Flurstück: 754/1                            |              |                      | 5872 DDB   |
| weitere Bilder  | Wegekreuz                             | Nauheimer Straße o. Nr./Ecke Ober-Mörler-Weg LageFlur: 1, Flurstück: 1187/2 |              |                      | 5874 DDB   |
| weitere Bilder  | Kath. Pfarrkirche St. Jakob           | Pfarrgasse 4 LageFlur: 1, Flurstück: 597/1                                  |              |                      | 5880 DDB   |
| weitere Bilder  | Ehem. Beneficat                       | Pfarrgasse 23 LageFlur: 1, Flurstück: 669                                   |              |                      | 5876 DDB   |
| weitere Bilder  | Ehem. kath. Pfarrhaus                 | Pfarrgasse 25 LageFlur: 1, Flurstück: 667/2                                 |              |                      | 5878 DDB   |

## Ossenheim
| Bild                   | Bezeichnung                  | Lage                                                             | Beschreibung | Bauzeit | Objekt-Nr. |
| ---------------------- | ---------------------------- | ---------------------------------------------------------------- | ------------ | ------- | ---------- |
| Turnerdenkmal          | Turnerdenkmal                | Außenliegend LageFlur: 7, Flurstück: 28                          |              |         | 5913 DDB   |
|                        |                              | Florstädter Straße 25 LageFlur: 1, Flurstück: 111/3              |              |         | 5889 DDB   |
|                        |                              | Florstädter Straße 30 LageFlur: 1, Flurstück: 36/1               |              |         | 5891 DDB   |
|                        |                              | Florstädter Straße 34 LageFlur: 1, Flurstück: 32                 |              |         | 5893 DDB   |
| Schule                 | Schule                       | Florstädter Straße 42/44 LageFlur: 1, Flurstück: 9/2             |              |         | 5895 DDB   |
| Schule mit Saalanbau   | Schule mit Saalanbau         | Florstädter Straße 46 LageFlur: 1, Flurstück: 9/2                |              |         | 5897 DDB   |
|                        |                              | Florstädter Straße 50 LageFlur: 1, Flurstück: 202/2              |              |         | 5899 DDB   |
|                        |                              | Florstädter Straße 74-78 LageFlur: 1, Flurstück: 212/2 und 212/4 |              |         | 5903 DDB   |
| Gesamtanlage Ossenheim | Gesamtanlage Ossenheim       | Lage                                                             |              |         | 5887 DDB   |
|                        |                              | Hirtengasse 1 LageFlur: 1, Flurstück: 16                         |              |         | 5905 DDB   |
|                        |                              | Hirtengasse 3 LageFlur: 1, Flurstück: 21                         |              |         | 5907 DDB   |
| weitere Bilder         | Ev. Pfarrkirche und Kirchhof | Hirtengasse 5 LageFlur: 1, Flurstück: 5                          |              |         | 5909 DDB   |
| weitere Bilder         |                              | Hirtengasse 7 LageFlur: 1, Flurstück: 3/4                        |              |         | 5911 DDB   |

## Abgegangene Kulturdenkmäler
Bauernheim
| Bild            | Bezeichnung                                    | Lage                                                   | Beschreibung                     | Bauzeit                               | Objekt-Nr. |
| --------------- | ---------------------------------------------- | ------------------------------------------------------ | -------------------------------- | ------------------------------------- | ---------- |
| Bild gesucht BW | Zweigeschossiges, giebelständiges Fachwerkhaus | Dorn-Assenheimer Straße 7 LageFlur: 1, Flurstück: 64/2 | Bereits verfallen und abgerissen | Vermutlich Mitte des 18. Jahrhunderts |            |

Friedberg
| Bild                                    | Bezeichnung                       | Lage                                                  | Beschreibung | Bauzeit                           | Objekt-Nr. |
| --------------------------------------- | --------------------------------- | ----------------------------------------------------- | --- | --------------------------------- | ---------- |
| Kaiserstraße 3–7, von Nordosten gesehen |                                   | Kaiserstraße 3 LageFlur: 2, Flurstück: 572/2          | abgerissen und durch Neubau ersetzt (Foto) | vermutlich frühes 18. Jahrhundert | 5599 DDB   |
| Sachteil „Zu den Drei Schwertern“       | Sachteil „Zu den Drei Schwertern“ | Ehemals Kaiserstraße 89 LageFlur: 2, Flurstück: 644/3 | Übertragen ins Wetterau-Museum in Friedberg: „Nach der Demontage vom Haus wäre die Figur beinahe verloren gegangen. Sie wurde gesichert und restauriert und gelangte in das Wetterau-Museum, wo sie seit dem jahr 2000 ausgestellt wird“ (Hinweistafel im Museum) |                                   | 5645 DDB   |